# Iron Harvest
Iron Harvest (englisch etwa „Eiserne Ernte“) ist ein Echtzeit-Strategiespiel des Bremer Entwicklerstudios King Art. Das Spiel gewann 2020 den Deutschen Entwicklerpreis in den Kategorien „Bestes Deutsches Spiel“, „Bestes Gamedesign“ und „Bester Sound“.

## Handlung

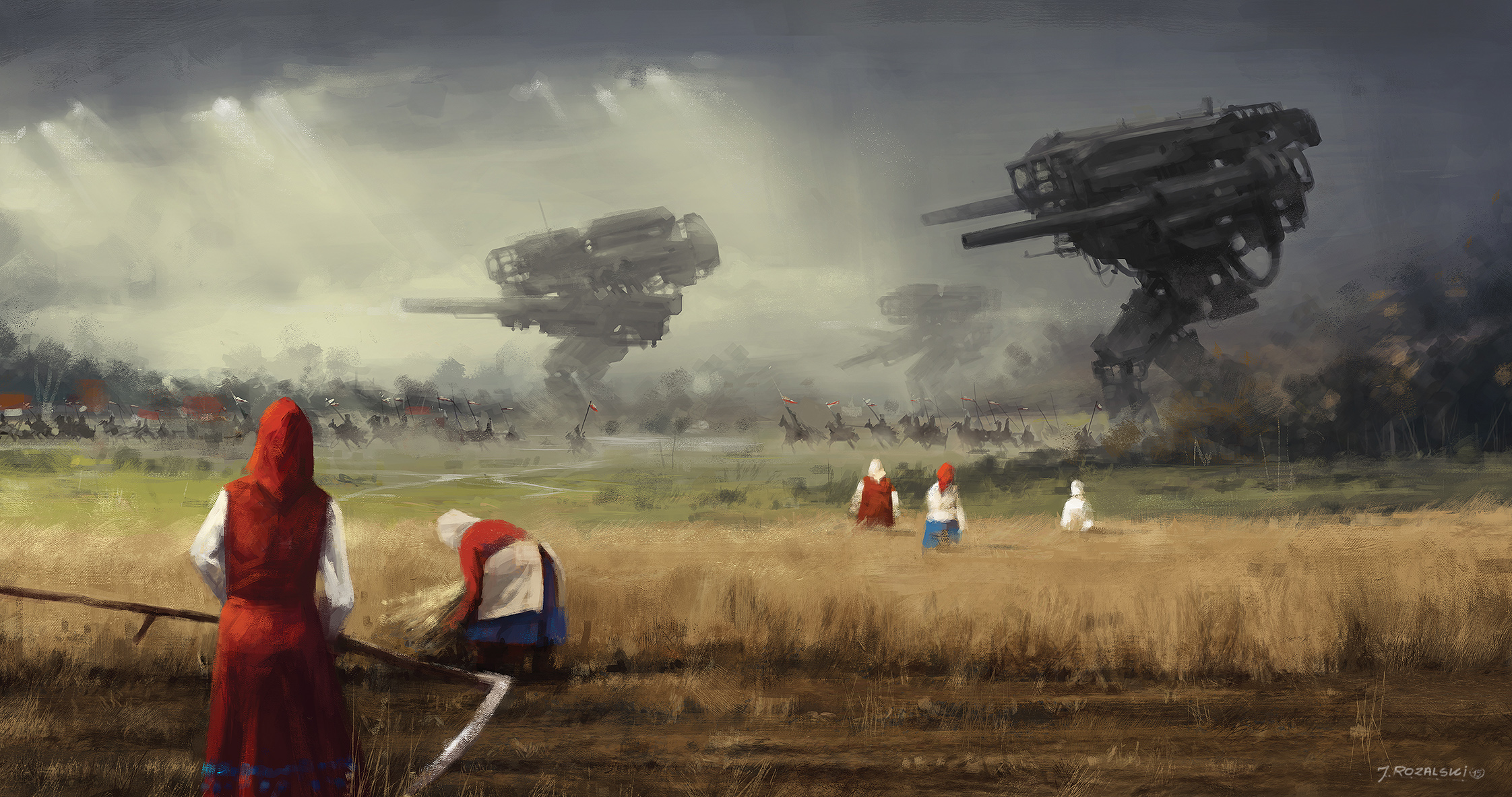
Digitale Malerei des Künstlers Jakub Różalski aus dem Werkkomplex „1920+“. Im Hintergrund die charakteristischen „Mechs“.

Das Spiel Iron Harvest gehört zum Genre der Alternativweltgeschichte. Das Spiel bedient sich der vom polnischen Künstlers Jakub Różalski geschaffenen, retro-futuristischen Alternativwelt „1920+“. In einem fiktiven Jahr 1920 und danach angesiedelt, spielt das Spiel kurz nach dem Ende eines „Großen Krieges“, der thematisch dem Ersten Weltkrieg ähnelt. Die drei fiktiven Nationen „Polania“, „Rusviet“ und „Saxony“, die sich gestalterisch an Polen, dem Russischen Zarenreich und dem Deutschen Kaiserreich orientieren, haben einen brüchigen Waffenstillstand, der schon bald in einem neuen Krieg eskaliert.
Alle Nationen verfügen über verschiedenartige große Kampfmaschinen, sogenannte „Mechs“, die sie neben normalen Einheiten in die Schlacht schicken können. Die technologisch fortschrittlichen Mechs sind Anleihen aus dem Steampunk.

## Entwicklung
Das Spiel Iron Harvest wurde per Crowdfunding über die Plattform Kickstarter.com finanziert. Die ursprünglich von den Entwicklern für die Produktion des Spiels veranschlagten 450.000 $ wurden in unter 36 Stunden erreicht. Bis Ende Januar 2021 trugen 16.607 Unterstützer einen Gesamtbetrag von etwa 1,3 Mio. $ zur Entwicklung des Spiels bei. Iron Harvest ist damit das bisher erfolgreichste Kickstarter-Projekt eines deutschen Spieleentwicklers.

## Spielprinzip
Das Spiel Iron Harvest besteht aus einem Einzelspieler- und einem Mehrspielermodus. Im Einzelspielermodus durchspielt der Spieler im Verlauf der Kampagne die Geschichte der drei enthaltenen Nationen und setzt sich gegen Computergegner zur Wehr.
Im Mehrspielermodus spielt der Spieler auf verschiedenen Karten gemeinsam mit anderen menschlichen Spielern gegeneinander oder gegen computergesteuerte Gegner.

## Rezeption
„Endlich mal wieder ein gutes RTS - dieses Mammutprojekt ist King Art außerordentlich gut geglückt!“

„Wer sich nach mehr Company of Heroes sehnt, kommt um Iron Harvest nicht herum. Und wer Echtzeitstrategiespiele im Allgemeinen liebt, findet in King Arts Titel einen Garant für viele unterhaltsame Stunden.“